# Nannocampus lindemanensis
Nannocampus lindemanensis is een straalvinnige vissensoort uit de familie van de zeenaalden en zeepaardjes (Syngnathidae). De wetenschappelijke naam van de soort is voor het eerst geldig gepubliceerd in 1948 door Whitley.